# Gérald Ayayi
Gérald Ayayi (Saint-Étienne, 24 agosto 2001) è un cestista francese.

## Palmarès
- Coppa di Francia: 1

Pau-Lacq-Orthez: 2021-2022